# Painted Desert Inn
La Painted Desert Inn est un ancien établissement hôtelier du comté d'Apache, dans l'Arizona, aux États-Unis. Protégée au sein du parc national de Petrified Forest, elle est elle-même inscrite au Registre national des lieux historiques depuis le 10 octobre 1975 et considérée comme un National Historic Landmark depuis le 28 mai 1987.
Autour du bâtiment partent plusieurs sentiers, dont le Painted Desert Rim Trail, qui surplombe le Painted Desert.